# Centropages elongata
Centropages elongata är en kräftdjursart. Centropages elongata ingår i släktet Centropages och familjen Centropagidae. Inga underarter finns listade i Catalogue of Life.